# RFactor
rFactor is een racesimulator, geproduceerd door ISI en in 2005 uitgebracht voor Microsoft Windows.

## Open karakter
In vergelijking met andere racesimulatoren en racegames heeft het programma een ietwat afwijkende opzet. rFactor richt zich vooral op het uitgeven van de door gebruikers aanpassingen of mods op het oorspronkelijke pakket. Zodoende is het aantal nagebootste racewagens en circuits in de standaardversie dan ook gering. Door het open karakter van rFactor in de jaren na de lancering konden de gebruikers het programma naar wens uitbreiden met allerlei nagebootste auto's en circuits. Hiervan verschenen er in de periode 2005 - 2010 honderden, van variërende kwaliteit. Met name na 2008 brachten groepen enkele populaire mods uit die door gebruikers en (internet-)recensenten hoog werden gewaardeerd, zoals HistoriX (Historic GT), Formula Armaroli, Vintage Formule Vee, Formule Ford en BRKarts. De grote variëteit aan nagebootste circuits en raceklassen - van karts tot Formule 1 en van offroad-racers tot historische sportwagens - maakten het programma tot 2010 gaandeweg populairder dan de meeste andere racesimulatoren voor Windows-pc's. Het grote probleem van mods voor rFactor is veelal het ontbreken van iedere vorm van onderhoud. Onderdelen die los van de mod doorontwikkeld worden, zoals de circuits (locations), zorgen er vaak voor dat een niet onderhouden mod binnen een jaar na introductie niet meer speelbaar is.

## De engine
De eigenlijke engine (de softwarematige kern van de simulator) Gmotor2 van rFactor is ook in licentie gegeven aan andere bedrijven, zoals SimBin, dat er zijn GTR en GTR2-simulators op baseerde. Daarnaast bracht ISI een Pro-versie van het programma uit dat onder meer door het F1-team van Red Bull Racing als simulator is gebruikt, onder meer voor demonstraties.
Producent ISI gaf na enkele jaren aan te werken aan een gemoderniseerde opvolger, rFactor 2; de lancering ervan stond gepland voor de tweede helft van 2010. Inmiddels is de introductie gepland voor de tweede helft van 2012. Het ligt in de bedoeling van de ontwerpers om mods ook na langere tijd speelbaar te houden. Een belangrijk deel van dit onderhoud trekt ISI naar zich toe, waarvoor een jaarlijkse contributie betaald moet worden. In de visie van ISI dienen ontwerpers van populaire mods, die dit geheel belangeloos doen, in rFactor 2 te betalen om hun eigen mod online te kunnen spelen.